# Goncha
Goncha (aussi appelé Gonje, parfois Gonjqolola) est un woreda de la zone Mirab Godjam de la région Amhara, au nord-ouest de l'Éthiopie. Goncha a 106 688 habitants en 2007.

## Situation
Situé à l'est de la zone Mirab Godjam, le woreda est limitrophe de la zone Misraq Godjam.
|        | Yilmana Densa |                                |
| Kuarit | Goncha        | Hulet Ej Enese (Misraq Godjam) |
|        | Dega Damot    | Bibugn (Misraq Godjam)         |

## Histoire
Goncha s'est séparé de Kuarit en 2007 mais reste rattaché à la zone Mirab Godjam[à vérifier].

## Démographie
D'après le recensement national de 2007 réalisé par l'Agence centrale des statistiques d'Éthiopie, Goncha a une population totale de 106 688 habitants et 4 % de la population est urbaine,. La plupart des habitants (99 %) sont orthodoxes, moins de 1 % sont musulmans. La population urbaine correspond aux 4 253 habitants de Gonjqolola[Où ?]. Avec une superficie de 634 km2[réf. souhaitée], le woreda a en 2007 une densité de population de 168 personnes par km2.
Début 2022, la population du woreda est estimée, par projection des taux de 2007, à 150 600 personnes.